# Bogyó Mihály
Bogyó Mihály (Garamlök, 1806 – Szentgyörgy, 1867. május 10.) református lelkész.

## Élete
Szegény földműves szülőktől származott; Losoncon tanult, később nevelősködött a Básthy-családnál. 1830-ban Mecskére ment rektornak s három év mulva Pápára teológiára; midőn ezt 1838-ban bevégezte, Komáromban nyert alkalmazást, mint az ottani református gimnázium 4. osztályának tanára. Egy év múlva Barsba ment lelkésznek; ezután Pozbán, majd Füzesgyarmaton, végül 1843-tól Szentgyörgyön volt rendes lelkész.

## Művei
- A feltámadás és viszontlátás halotti beszédekben. Pest, 1840.
- A Társalkodóba írt történeti cikkeket. (1838.)